# 斯摩棱斯克戰役 (1941年)
斯摩棱斯克战役（德語：Kesselschlacht bei Smolensk，字意“斯摩棱斯克合围战”，羅馬化：Smolenskaya strategicheskaya oboronitelnaya operatsiya）是第二次世界大战蘇德戰爭期間的一場戰役。戰役發生於1941年7月10日至9月10日斯摩棱斯克市周遭，位于莫斯科以西约400公里。此役前德军在1941年6月22日入侵后的18天内，向苏联境内推进約500公里。
此役中苏军的第16軍團、第19軍團和第20軍團在斯摩棱斯克以东被包围殲滅，但第19和第20集团军的多數士兵设法逃出包围圈。僅管此役對德軍來說是場巨大的勝利，但德軍也因迅速推进到苏联境内，使其补给线已达极限難以延長，导致供应和后勤危机日益严重。斯摩棱斯克战役后，中央集团军群陷入阵地战中，於1941年夏末的防御战中遭受重大损失。損失严重削弱了德军的进攻力量，导致德軍在1941年12月莫斯科战役中慘敗。

## 背景
1941年6月22日，德國陸軍發動巴巴羅薩行動越過國界向蘇聯發動進攻，開始了人類歷史上規模最大的陸上戰鬥。德軍在戰役初期因爲措手不及的蘇軍未能組織起有效的抵抗力量而進展順利，並在經過三週的戰鬥後推進至西德維納河和聶伯河，準備繼續發動攻勢。德軍主要目標是莫斯科，計劃費多爾·馮·博克元帥指揮的中央集團軍執行，而其進攻蘇聯首都的前一個目標為斯摩棱斯克市。德軍計畫由第2裝甲軍團渡過聶伯河，從南方逼近斯摩棱斯克，而第3裝甲軍團則從北方包圍該市。
蘇軍在經歷巴巴羅薩前期的失敗後開始重整，採取措施以確保有能力抵抗德軍，並在斯摩棱斯克周圍建立了新的防線。史達林任命謝苗·鐵木辛哥為指揮官，並從戰略預備隊調集了5個軍團交由鐵木辛哥指揮，並下令這些部隊需反攻，以阻止德軍的推進。德軍最高統帥部直至在戰場上遭遇蘇軍時，才意識到蘇軍已集結完畢。
德軍面對的是沿著聶伯河和道加瓦河的史達林防線各區域的工事。該地帶防守部隊為西方方面軍的第13軍團，以及蘇聯最高統帥部預備隊的第20軍團、第21軍團和第22軍團。而第19軍團正於維捷布斯克集結，第16集團軍則抵達斯摩棱斯克。
在蘇聯的歷史記載中，斯摩棱斯克戰役（Srazheniye）[b]（1941年7月10日－9月10日）分為以下階段和行動：
- 斯摩棱斯克防禦戰役（1941年7月10日－8月10日）
- 斯摩棱斯克進攻戰役（1941年7月21日－8月7日）
- 羅加喬夫-日洛賓進攻戰役（1941年7月13日－24日）
- 戈梅利-特魯布切夫斯克防禦戰役（1941年7月24日－8月30日）
- 杜霍夫希納進攻戰役（1941年8月17日－9月8日）
- 葉利尼亞進攻戰役（1941年8月30日－9月8日）
- 羅斯拉夫爾-新濟布科夫進攻戰役（1941年8月30日－9月12日）

德軍陸軍總司令部（OKH）列出了於斯摩棱斯克周圍的行動：
- 斯摩棱斯克戰役（1941年7月8日－8月5日）
- 斯摩棱斯克和葉利尼亞附近的陣地戰（1941年7月26日－10月1日）
- 羅斯拉夫爾戰役（1941年8月1日－9日）
- 克里切夫和戈梅利戰役（1941年8月9日－20日）
- 大盧基戰役（1941年8月22日－27日）

## 戰役過程

### 包圍戰及蘇軍首次反擊

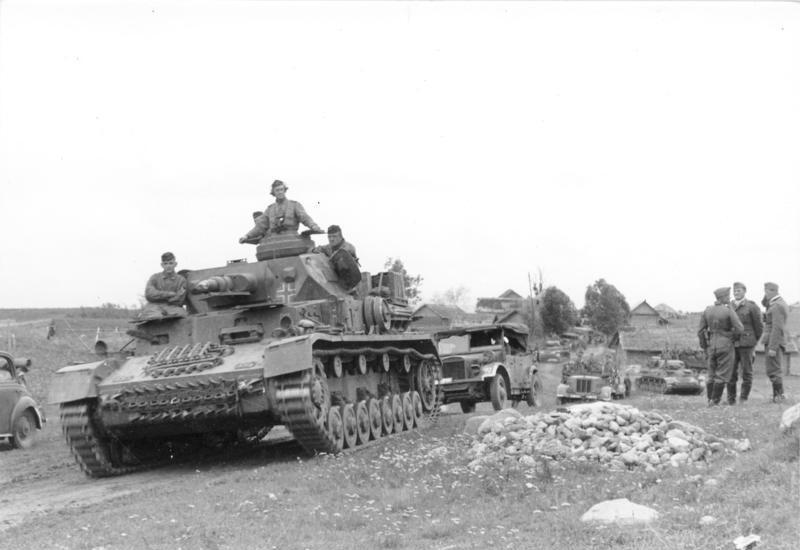
1941年7月，德軍車隊在維捷布斯克附近

在德軍進攻前，蘇軍發起了一次反攻；7月6日，蘇軍第20軍團的第7機械化軍和第5機械化軍出動約1500輛坦克，在列佩利附近發動攻擊。此攻勢直接遭遇德軍第7裝甲師的反坦克武器反擊，兩個蘇軍機械化軍近乎全軍覆沒。
7月10日，古德里安的第2裝甲軍團開始對第聶伯河發動突襲，迅速擊潰蘇軍薄弱的第13軍團，7月13日，古德里安已通過莫吉廖夫包圍數個蘇軍師級單位。先頭部隊第29摩托化師，已經推進到斯摩棱斯克以西18公里處。第3裝甲軍團也發動了進攻，第20裝甲師在西德維納河東岸建立了橋頭堡，威脅著維捷布斯克。隨著兩個德軍裝甲軍團向東推進，蘇軍第16、第19和第20軍團面臨在斯摩棱斯克以西被包圍的危險。從7月11日開始，蘇軍進行了一系列協同反擊。蘇軍第19軍團和第20軍團在維捷布斯克發動攻擊，而第21軍團和第3軍團的殘部則在德軍的第2裝甲軍團的南部，巴布魯伊斯克附近發動攻擊。
其餘幾個蘇軍軍團也試圖在德軍北方集團軍和南方集團軍的防區內發動反擊。該行動顯然是為了實施蘇軍戰前總防禦計劃的一部分。蘇軍的進攻成功地減緩了德軍的推進，但效果不大，以至於德軍幾乎沒有注意到這是大規模的協調防禦行動，使德軍的攻勢仍在繼續。
霍特的第3裝甲軍團向東北推進，與古德里安的部隊平行，佔領了波洛茨克和維捷布斯克。第7裝甲師和第20裝甲師於7月15日到達斯摩棱斯克以東的亞爾采沃地區。與此同時，第29摩托化師在第17裝甲師的支援下推進至斯摩棱斯克，佔領除郊區以外的城市，開始一周長的巷戰，抵抗蘇軍第16軍團的反擊。古德里安預計攻勢將繼續以莫斯科為主要目標，並派遣第10裝甲師前往傑斯納河，在葉利尼亞東岸建立橋頭堡，並於20日拆毀了新建的橋頭堡。這個橋頭堡成為葉利尼亞攻勢的中心，為戰爭初期蘇軍大規模協同反攻之一。
葉利尼亞位於第聶伯河以南70公里處，遠超出了消滅困在斯摩棱斯克部隊的目標。據7月14日發布的元首33號指令，國防軍的主要努力方向從莫斯科轉向對烏克蘭基輔的深度包圍，博克變得不耐煩，希望古德里安向北推進，與霍特的裝甲集群會合，以便能夠清除城市中的抵抗力量。7月27日，博克在新鮑里索夫舉行了一次會議，國防軍總司令瓦爾特·馮·布勞希奇也出席了會議，為陸軍最高統帥部（OKH）的負責人。將軍們被要求坐著，沒有機會發表言論，布勞希奇的助手宣讀了一份備忘錄，指示他們必須嚴格遵守元首33號指令，並且在任何情況下都不得嘗試進一步向東推進。將領們奉命集中精力進行掃蕩，整修裝備，補充物資，並拉直德軍的戰線，由於古德里安和霍特的推進，戰線已成“S”形。參加完這次會議後，霍特和古德里安感到憤怒和沮喪。古德里安當晚在他的日記中寫道，希特勒“喜歡一個計劃，通過這個計劃，少量敵軍將被包圍並被各個擊破，敵人因此被慢慢消耗殆盡。所有參加會議的軍官都認為這是錯誤的”。這次會議，標誌國防軍領導層與希特勒之間的信任破裂。回到崗位後，古德里安與霍特和博克密謀“拖延執行”第33號指令，公然違抗元首和陸軍最高統帥部的命令。古德里安匆忙制定了一個計劃，供其和霍特的部隊在8月1日發動羅斯拉夫爾-諾沃濟布科夫攻勢。

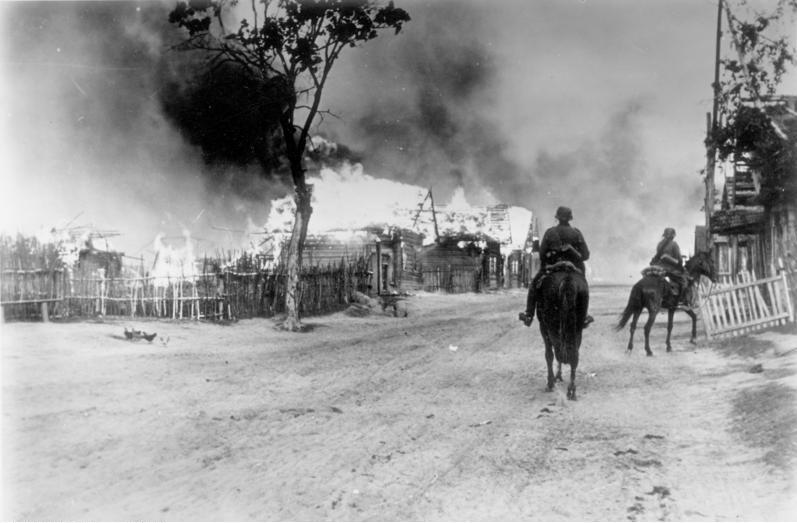
第聶伯河莫吉廖夫附近一個燃燒的村莊

位於北部的第3裝甲軍團推進速度緩慢。地面沼澤遍布，因下雨而變得更加嚴重，蘇軍則奮力逃出沼澤。7月18日，兩個裝甲軍團以鉗形攻勢縮小雙方間距，達16公里以內。季莫申科任命了剛剛從烏克蘭前線晉升來的康斯坦丁·羅科索夫斯基，負責組建一支臨時部隊，該部隊擋住了第7裝甲師的進攻，並在持續增援的情況下，暫時穩定了局勢。德軍尚未包圍的缺口使蘇軍得以逃脫，得以將其立即部署並重新投入戰場，以保持缺口持續開放。
蘇軍從新組建的軍團中抽調了更多部隊至斯摩棱斯克周邊地區進行防守，即第29、30、28和24軍團。新建部隊一到達，自7月21日開始，對斯摩棱斯克地區的德軍發起猛烈反攻。裝甲部隊兵力過度擴增，使防守區域大幅增加。然而，由於蘇軍在協調和後勤方面的不足，德軍成功地抵禦了蘇軍的攻勢，同時繼續包圍戰。蘇軍的攻勢持續至7月30日，德軍擊退了其最後一次進攻。
在7月27日，德軍成功會師，封閉了斯摩棱斯克以東的包圍圈，合圍了第16、19和20軍團大部分部隊。在第20軍團領導下，蘇軍部隊在幾天后的一次攻勢中成功突圍，此戰中共有35萬蘇軍遭俘，被圍困的第16軍、第20軍團僅有約5萬人逃離包圍圈。
在斯摩棱斯克附近的“包圍圈”被剿滅後的隔月，馮·博克的部隊在中央地區一帶轉為防禦，並在側翼發動作用有限的攻勢。南方地區，古德里安成功進軍戈梅爾和克里切夫，北方地區，格奧爾格·施圖姆的部隊佔領了大盧基，並進一步向東推進到安德烈亞波爾。蘇軍的大部分進攻都被德軍擊退，但其不得不從葉利尼亞附近的突出部進行撤退。

## 战後
战役期间，德军缴获了苏联共产党斯摩棱斯克州委员会的档案，其中包含大量1917年至1941年当地历史的文件。德军利用这些文件进行关于苏联镇压的宣传，并运回德国。
德軍占领斯摩棱斯克后，立即将所有犹太居民围捕起来，并将其限制在当地的犹太人隔离区，随后进行大規模屠殺。该市进入无条件且持续的戒严状态，直到两年后苏军解放该地为止。斯摩棱斯克战役是巴巴罗萨行动初期红军的又一次惨败。苏军首次尝试对整个战线的大部分地区实施反击；尽管这次反击最终演变成一场灾难，但苏军尚未被擊潰。
德軍在莫斯科的實行闪击战并非易事。國防軍最高统帅部和政治领导层内部的分歧加剧。总参谋长弗朗茨·哈尔德和瓦爾特·馮·布勞齊區以及費多爾·馮·波克、赫爾曼·霍特和古德里安等指挥官都反对分散德军装甲部队，并主张集中力量攻打莫斯科。希特勒则重申莫斯科的重要性不足，以及战略包围的意义不大，并命令集中力量攻击乌克兰、顿涅茨盆地和高加索等地區，以进行战术合圍，进一步削弱苏军。德军的进攻力量分散，致使基辅战役和乌曼战役的發生。德军雖取得胜利，但在向莫斯科推进的过程中，在时间、人员和装备上付出了高昂的代价，使苏军有时间准备回防莫斯科。

## 伤亡和损失
斯摩棱斯克战役（1941年7月10日—9月10日）的苏联损失数据直到1993年才被披露。根据格里戈里·F·克里沃舍耶夫（Grigori F. Krivosheev）领导的团队的研究，蘇聯紅軍四个方面军和苏联平斯克海军区舰队总共损失759,947人，其中死亡、失踪和被俘共計486,171人，受伤則為273,803人。
其中阵亡和战俘數并未说明。德军提供了戰役中俘虏的人数，其中剿滅斯摩棱斯克附近的包围圈俘虏約35萬人。在罗斯拉夫尔（Kachalov）周圍擊敗卡恰洛夫軍團后俘虏38,561人」。在克里切夫和戈梅利的战斗中，第2集团军俘虏近7.8萬人。兩城之間德軍第24軍另外俘虏了1.6萬人。施圖姆的部隊在大盧基附近俘虏約3.4萬人。德軍俘虏人总数超过50萬人
奈杰尔·阿斯基（Nigel Askey）在对1941-1945年苏联军事损失的研究中，基于对苏联文档的分析，认为官方公布的斯摩棱斯克战役中，蘇軍的军事损失数据被低估。实际伤亡人数达到100萬人，其中包括56.5萬名战俘。
德军在該戰役的總损失为10.1萬人。史学家大卫·格兰茨（David Glantz）認為第九集团军的阵亡人数明显过低，应增7000人。据德国文件对中央集团军在7月10日至9月10日期间的人员损失估計約11.5萬人傷亡，而苏联各方面军的损失为76萬人。